# Kibæk
Kibæk är en ort i Danmark.   Den ligger i Hernings kommun och Region Mittjylland, i den västra delen av landet, 230 km väster om Köpenhamn. Kibæk ligger 40 meter över havet och antalet invånare är 2 624. Närmaste större samhälle är Herning, 14 km nordost om Kibæk.